# Desmodus rotundus
Il vampiro vero di Azara (Desmodus rotundus E.Geoffroy, 1810) è un pipistrello della famiglia dei Fillostomidi, unica specie vivente del genere Desmodus (Wied-Neuwied, 1829), diffuso nel Continente americano.

## Etimologia
L'epiteto generico deriva dalla combinazione delle due parole greche δεσμο-, legato o raggruppato, e -ὀδούς, dente, con allusione alla disposizione ravvicinata degli incisivi, mentre il termine specifico, dal latino rotundus, è un riferimento alle forme rotondeggianti del corpo. Il nome comune invece trae origine dal cartografo e naturalista spagnolo Félix de Azara, che nel 1801 in Paraguay catturò l'olotipo della specie.

## Descrizione

### Dimensioni
Pipistrello di medie dimensioni, con la lunghezza della testa e del corpo tra 68 e 93 mm, la lunghezza dell'avambraccio tra 53 e 65 mm, la lunghezza del piede tra 13 e 20 mm, la lunghezza delle orecchie tra 15 e 20 mm e un peso fino a 43 g.

### Caratteristiche craniche e dentarie
Il cranio presenta un rostro corto e largo, una scatola cranica grande e tondeggiante ma priva di cresta sagittale, indice di scarso sviluppo dei muscoli masticatori. Il palato è molto corto, mentre la bolla timpanica è relativamente grande. Gli incisivi superiori sono molto grandi ed affilati, mentre i canini sono più piccoli ma taglienti, i denti masticatori sono piccoli e stretti. Gli incisivi inferiori sono piccoli e forniti di tre cuspidi.
Sono caratterizzati dalla seguente formula dentaria:

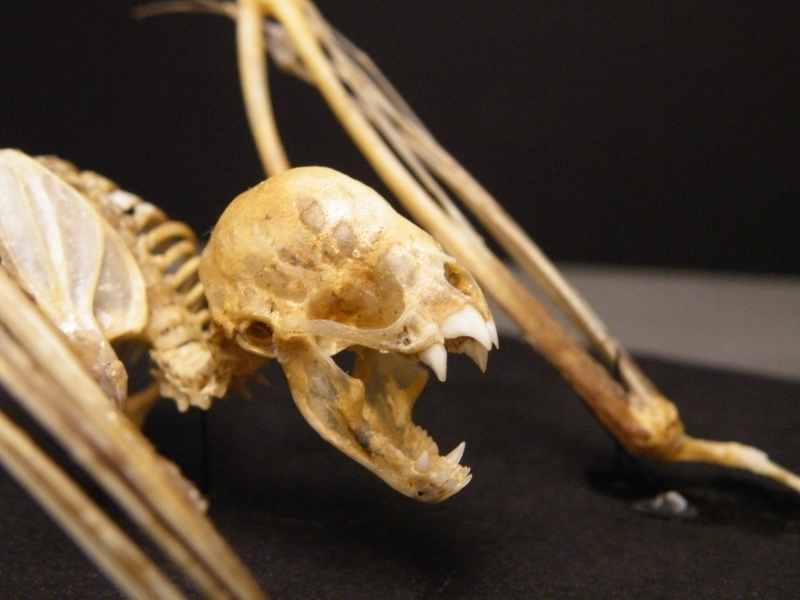
Particolare del cranio di D.rotundus con in evidenza gli incisivi superiori enormi ed affilati

### Aspetto
La pelliccia è corta e ruvida. Le parti dorsali sono bruno-rossastre con la base dei peli giallastra, mentre le parti ventrali sono giallastre chiare. Il muso è molto corto e conico, con una piccola foglia nasale a forma di M, con un profondo incavo centrale sul margine superiore e con il margine inferiore fuso al labbro superiore. Le narici si aprono obliquamente e verso l'alto. Il labbro inferiore è attraversato da un profondo solco contornato da cuscinetti carnosi triangolari. Le labbra sono ispessite ed espandibili. Gli occhi sono relativamente piccoli. Le orecchie sono corte, triangolari, ben separate tra loro, con il margine anteriore convesso e con una concavità sul margine posteriore appena sotto l'estremità arrotondata. Il trago è trapezoidale, appuntito, ricoperto di lunghi peli, con il margine anteriore ispessito e il margine posteriore dentellato. Le membrane alari sono nerastre, talvolta con il bordo d'attacco bianco e le estremità chiare, ricoperte dorsalmente di corti peli giallo-rossastri fino all'altezza dei gomiti e delle ginocchia e attaccate posteriormente sulle caviglie. Il pollice è molto lungo e robusto, con due cuscinetti carnosi alla sua base. I piedi sono grandi e larghi. È privo di coda e di calcar, mentre l'uropatagio è ridotto ad una sottile membrana lungo la parte interna degli arti inferiori ed è ricoperto di peli. Il cariotipo è 2n=28 FNa=52.

### Ecolocazione
Emette ultrasuoni attraverso la bocca sotto forma di impulsi di breve durata e frequenza modulata tra 45 e 100 kHz, con la presenza di due o tre armoniche.

## Biologia

### Comportamento
Forma colonie tra 20 e 100 individui, sebbene siano state osservate colonie ancora più numerose fino a 5 000 esemplari. Si rifugia in grotte illuminate provviste di profonde fessure e talvolta anche nelle cavità degli alberi. Sono stati osservati anche in ruderi, miniere e palazzi abbandonati. Nei siti di riposo è frequente un odore di ammoniaca dovuto alla presenza di sangue digerito e rigurgitato al suolo o sulle pareti. I maschi competono tra loro nei rifugi dove sono presenti delle femmine. Le azioni difensive di solito comprendono inseguimenti, spinte, minacce, attacchi con le ali e morsi. Diviene maggiormente attivo due ore dopo il tramonto. Possiede lunghe ali ed è un volatore veloce ma anche molto agile al suolo. I lunghi pollici e i grandi piedi permettono loro di camminare, correre e saltare con grande destrezza. Se confinato in spazi dove non può prendere il volo, compie balzi impressionanti per sfuggire alla cattura.

### Altruismo reciproco
È presente in questa specie un particolare comportamento di cooperazione, noto come altruismo reciproco, nel quale le femmine, e talvolta anche i maschi, rigurgitano il sangue prelevato precedentemente dalle loro prede per darlo ai propri piccoli o ad altri membri della colonia che non sono stati in grado di procurarselo, particolarmente circa un terzo degli esemplari più giovani, i quali vengono più frequentemente scoperti dalle loro vittime a causa della loro inesperienza. Successivi esperimenti in cattività hanno indicato che il vampiro vero di Azara non solo identifica e nutre preferibilmente gli appartenenti alla sua stessa colonia o gruppo famigliare ma aiuta con più facilità quegli esemplari che in precedenza gli avevano offerto del cibo. Questo particolare tipo di aiuto riveste una notevole importanza nella sopravvivenza di alcune popolazioni, poiché un esemplare che non riesce a nutrirsi per almeno tre giorni di seguito è destinato a morire. Si ritiene che in assenza di questa mutua assistenza la mortalità annuale raggiungerebbe circa l'80%, mentre in realtà la maggior parte degli esemplari adulti ha un'aspettativa di vita fino a vent'anni.

### Alimentazione

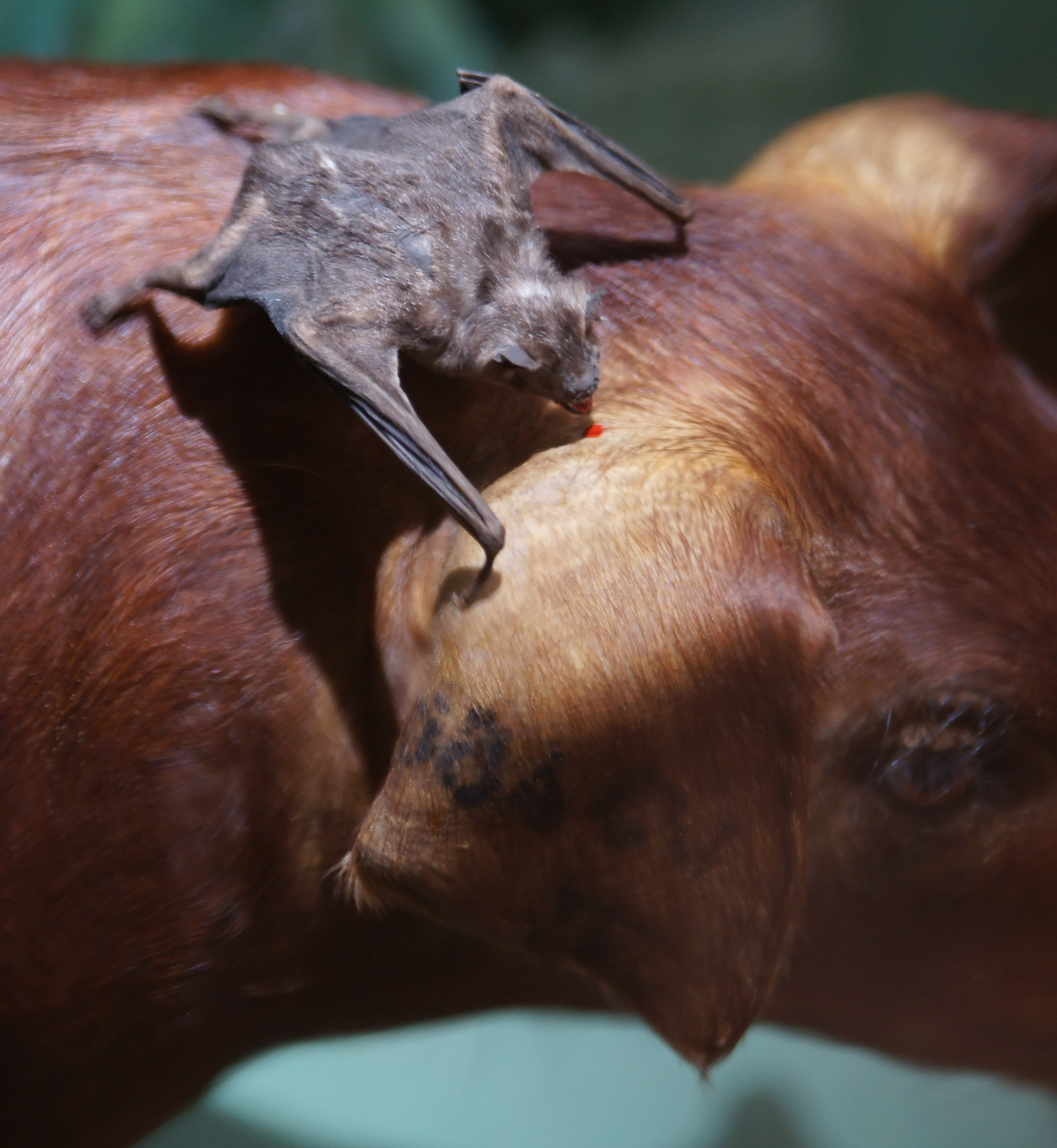
Vampiro mentre lecca il sangue da una ferita inferta su di un suino.

Si nutre esclusivamente di sangue di altri vertebrati, in particolare di animali domestici, prelevato attraverso dei morsi inferti con gli affilatissimi incisivi ed evitandone la coagulazione attraverso una glicoproteina anticoagulante nota come draculina, contenuta nella sua stessa saliva. In cattività attacca anche serpenti, lucertole, rospi, coccodrilli e tartarughe. I suoi movimenti sono agili e furtivi. Solitamente non atterra direttamente sulla vittima, ma nelle sue vicinanze, per poi camminare o saltellare verso di essa. Diversi individui possono nutrirsi successivamente dalla stessa ferita.

### Riproduzione
Si riproduce durante tutto l'anno. Le nascite hanno due picchi tra aprile e maggio e tra ottobre e novembre. Danno alla luce un piccolo alla volta, anche se possono verificarsi parti gemellari. La gestazione dura 7 mesi. I nascituri sono già ben sviluppati e pesano 5-7 grammi. Durante il primo mese il piccolo si nutre esclusivamente di latte materno, dal secondo mese, dopo che ha raddoppiato il suo peso, comincia a ricevere quantità di sangue rigurgitato direttamente dalla madre. Nel quarto mese accompagna il genitore nelle attività predatorie fino al quinto mese quando viene completamente svezzato e raggiunge le dimensioni adulte. L'aspettativa di vita in natura è di 12 anni, mentre in cattività può raggiungere i 19 anni e mezzo.

## Distribuzione e habitat
Questa specie è diffusa dagli stati messicani orientali del Tamaulipas ed occidentali di Sonora attraverso tutta l'America centrale e l'America meridionale fino all'Argentina e Cile settentrionali. È inoltre presente sull'isola di Trinidad e Isla Margarita.
Vive in diversi tipi di habitat fino a 2 700 metri di altitudine, sebbene sia abbondante in aree con allevamenti di bovini e più raro nelle foreste.

## Evoluzione
Il genere è presente fin dal Pleistocene, con due forme più grandi, D.stocki e D.magnus, rinvenute rispettivamente nel Messico e in Florida. Un'altra specie, D.draculae, sembra essersi estinta in epoca storica nel Venezuela e nel Brasile sud-orientale.

## Rapporti con l'uomo
La particolare dieta di questo animale ha notevoli risvolti sul benessere delle prede e in generale sulla salute pubblica. Sebbene la perdita di sangue non sia eccessiva, almeno per gli animali più grandi, la vittima può subire l'infezione della ferita attraverso artropodi ematofagi o larve di mosche ma anche la trasmissioni di gravi malattie come diverse tripanosomiasi e la rabbia. Ciò provoca pesanti perdite economiche negli allevamenti di bestiame dell'America Latina e per questo motivo sono state sviluppate differenti tecniche per controllare la popolazione del vampiro vero di Azara, il quale oltretutto non sopravvive dopo aver contratto la rabbia. Alcune di queste purtroppo provocano danni anche alle altre popolazioni di pipistrelli, poiché vengono attaccati con esplosivi siti dove possono rifugiarsi più di una specie di microchirottero. Una tecnica alternativa in fase di sviluppo si basa sull'apporre sostanze nocive sulla pelliccia del bestiame, le quali venendo in contatto con il vampiro, sarebbero trasmesse anche agli altri membri della colonia attraverso un comportamento sociale di mutua pulizia del corpo.

## Conservazione
La IUCN Red List, considerato il vasto areale, la popolazione presumibilmente numerosa e la tolleranza a diversi tipi di habitat, classifica D.rotundus come specie a rischio minimo (Least Concern)).